# Paciente huérfano
En el ámbito sanitario, un paciente huérfano es la persona que se "pierde" dentro del sistema, es decir, no tiene médico de cabecera que supervise sus cuidados. Cuando se habla de un médico de cabecera se hace referencia a un médico de atención primaria o médico de familia que se encarga de las necesidades básicas de salud del paciente y lo deriva a un especialista para consultar los problemas de salud más complejos, asesorando al paciente y guiándolo dentro del sistema sanitario. Así, los pacientes huérfanos a veces son conocidos como pacientes "sin médico de cabecera". Los pacientes huérfanos suelen recibir cuidados menos adecuados que las personas que por el contrario tienen un médico de atención primaria que supervise y vigile su estado de salud.

## Factores condicionantes
Hay muchos factores que contribuyen a la aparición de pacientes huérfanos. Algunos de ellos son:
- Problemas con el número de médicos cualificados
- Crecimiento del número de pacientes
- Mayor cantidad de pacientes de edad avanzada.
- Aumento del número de pacientes con enfermedades crónicas
- Pacientes polimedicados y medicalización de la asistencia (las expectativas de la medicina son más altas que nunca, y tenemos más enfermedades estudiadas que tratar)
- Incremento de la complejidad de los tratamientos de enfermedades que ya se conocían (el cuidado estándar de un infarto agudo de miocardio, por ejemplo, es ahora mucho más arduo que hace una década)

## Soluciones
Las soluciones a este problema son complejas, debido a que en su origen intervienen numerosos factores. No es posible que la población disminuya, ni tampoco es fácil aumentar el número de médicos o profesionales de salud, ya que tardan mucho tiempo en formarse. Algunas de las soluciones provisionales se basan en un cambio en la forma en la que se provee de servicios médicos, y que se pueden conseguir mediante:
- Aumentar el número de médicos dedicados a la atención primaria que constituye uno de los ejes de todos los sistemas de salud.
- Aumentar otro personal sanitario, por ejemplo enfermeras especializadas, profesionales de asistencia hospitalaria o servicios públicos de información.
- Utilizar asistencia tecnológica como grabaciones médicas electrónicas o telemedicina para conseguir profesionales de salud más eficientes.
- Implementar iniciativas de cuidado público más eficaces, como dejar el tabaco o promover programas de deporte que consigan disminuir el número de enfermedades de una comunidad. Las prohibiciones de fumar y las regulaciones del cinturón de seguridad son intervenciones políticas que a veces los profesionales médicos inician, pero que pueden ser puestas en marcha sin su participación.

## Otros conceptos de paciente huérfano
Las referencias médicas más antiguas mencionan el término "paciente huérfano" usando una definición diferente, concretamente para pacientes con una enfermedad huérfana. Por ejemplo, la revista New England Journal of Medicina habla en 1988 de pacientes con enfermedades huérfanas como pacientes huérfanos.